# Compsa curtula
Compsa curtula är en skalbaggsart som beskrevs av Martins och Dilma Solange Napp 1986. Compsa curtula ingår i släktet Compsa och familjen långhorningar. Inga underarter finns listade i Catalogue of Life.